# Привольное (Советский район)
Приво́льное (укр. Привільне, крымскотат. Privolnoye, Привольное) — село в Советском районе Республики Крым, входит в состав Прудовского сельского поселения (согласно административно-территориальному делению Украины — Прудовского сельского совета Автономной Республики Крым).

## Население
| 2001 | 2014 |
| ---- | ---- |
| 555  | ↘467 |

Всеукраинская перепись 2001 года показала следующее распределение по носителям языка
| Язык             | Процент |
| ---------------- | ------- |
| русский          | 57.48   |
| крымскотатарский | 27.21   |
| украинский       | 14.59   |

### Динамика численности
- 1989 год — 504 чел.[10]
- 2001 год — 555 чел.[11]
- 2009 год — 541 чел.[12]
- 2014 год — 467 чел.[13]

## Современное состояние
На 2017 год в Привольном числится 7 улиц; на 2009 год, по данным сельсовета, село занимало площадь 35,9 гектара на которой, в 157 дворах, проживал 541 человек. В селе действуют сельский клуб, библиотека-филиал № 11, фельдшерско-акушерский пункт. Привольное связано автобусным сообщением с райцентром, Симферополем и соседними населёнными пунктами.

## География
Привольное — село на юго-западе района, в степном Крыму, на правом берегу безымянной маловодной балки (сейчас — коллектор Северо-Крымского канала) высота над уровнем моря — 78 м. Ближайшие сёла — Пруды в 6 км на запад, Пчельники в 5 км на север и Хлебное в 11 км на юго-восток. Райцентр Советский — примерно в 21 километре (по шоссе), там же ближайшая железнодорожная станция — Краснофлотская (на линии Джанкой — Феодосия). Транспортное сообщение осуществляется по региональным автодорогам 35Н-581 Советский — Пруды — Зыбины и 35Н-580 Советский — Привольное (по украинской классификации — С-0-11424 и С-0-11423).

## История
Впервые в исторических документах поселение встречается на двухкилометровой карте Генштаба Красной армии 1942 года, на которой на месте Привольного обозначено «3-е отделение совхоза», время присвоения современного названия пока не установлено, в доступных материалах село значится под новым названием, без упоминания старого. С 25 июня 1946 года село — в составе Крымской области РСФСР, а 26 апреля 1954 года Крымская область была передана из состава РСФСР в состав УССР. Время включения в Чапаевский сельсовет пока не установлено: на 15 июня 1960 года село уже числилось в его составе. Указом Президиума Верховного Совета УССР «Об укрупнении сельских районов Крымской области», от 30 декабря 1962 года Советский район был упразднён и село присоединили к Нижнегорскому. 8 декабря 1966 года Советский район был восстановлен и село вновь включили в его состав. К 1 января 1968 года Привольное переподчинили Прудовскому сельсовету. По данным переписи 1989 года в селе проживало 504 человека. С 12 февраля 1991 года село в восстановленной Крымской АССР, 26 февраля 1992 года переименованной в Автономную Республику Крым. С 21 марта 2014 года в составе Крыма аннексировано Россией.